# In Darkness (2011)
In Darkness (deutsch: In der Finsternis; polnischer Originaltitel: W ciemności) ist ein Filmdrama zum Holocaust der polnischen Regisseurin Agnieszka Holland aus dem Jahr 2011. Das Drehbuch basiert auf dem Buch In the Sewers of Lvov von Robert Marshall und den Erinnerungen von Krystyna Chriger mit dem Titel Das Mädchen im grünen Pulli. Bei der Oscarverleihung 2012 war der Film als Bester fremdsprachiger Film nominiert.

## Handlung
Der Film erzählt die Geschichte der jüdischen Familie Chiger und einer Gruppe Juden, die dem Ghetto entkommen und Schutz in der Lemberger Kanalisation suchen. Der polnische Kanalarbeiter Leopold Socha (gespielt von Robert Więckiewicz) hilft ihnen, anfangs aus Habgier, dann aber aus Mitgefühl.

## Kritiken
Wolfgang Martin Harmdorf urteilte für Deutschlandradio Kultur: „In Darkness ist kein Film, der seine Protagonisten in moralischen Hell-dunkel-Kontrasten zeigt. Er erzählt aber auf beeindruckende Weise über menschliche Überlebensfähigkeit, über Hoffnung in der Hoffnungslosigkeit.“

„Regisseurin Agnieszka Holland inszeniert den gnadenlosen Taumel im Untergrund als ein bedrückendes Albtraumspiel, führt mit naturalistischen Intermezzi aber auch in kolportagehafte Gefilde. Insgesamt wirkt ihr Film eher wie eine emotionale Achterbahnfahrt denn eine intellektuelle Durchdringung der polnischen Historie und wird immer dann, wenn er seine albtraumartige Ebene hinter sich lässt, zur schwachen Kopie einer unfassbaren Wirklichkeit.“

## Hintergrund
Die Dreharbeiten begannen am 25. Januar 2010 und dauerten bis zum 1. April an. Gedreht wurde in der Altstadt von Piotrków Trybunalski, Łódź, Warschau, Berlin und Leipzig. Die deutsche Fassung wurde von TV+Synchron Berlin produziert.
Weltpremiere des Films war am 2. September 2011 beim Telluride Film Festival in Telluride, Colorado/USA. In den Verleih kam er im Januar 2012 bei Sony Pictures Classics für die USA, in Kanada bei deren Exklusivpartner Mongrel Media und weltweit bei Beta Cinema, Oberhaching bei München. Kinostart in Deutschland ist am 9. Februar 2012.
Der Film ist Marek Edelman gewidmet, einem der Anführer des Aufstands im Warschauer Ghetto 1943.

## Auszeichnungen
- 2011: Publikumspreis des St. Louis International Film Festival
- 2012: Oscar-Nominierung in der Kategorie Bester fremdsprachiger Film
- 2012: Hauptpreis des Polnischen Filmfestivals Gdynia
- 2012: Polnische Filmpreise in den Kategorien Bester Hauptdarsteller (Robert Więckiewicz), Beste Nebendarstellerin (Kinga Preis) und Beste Kamera